# Chinese literatuur

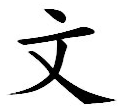
Wen, Chinees karakter voor "literatuur"

Chinese literatuur verwijst naar literatuur die in verband gebracht wordt met de Volksrepubliek China en het oude China. Dit is een van de oudste literaire tradities ter wereld en gaat duizenden jaren terug, tot de hofarchieven van de Zhou-dynastie en de romans uit de Ming-dynastie. Vooral de komst van blokdruk tijdens de Tang-dynastie (618–907) en de drukkunst uit de Song-dynastie (990 – 1051) droegen sterk bij aan de verspreiding van geschreven kennis door China en de opkomst van de literatuur.

## Klassieke teksten
De oudste klassieke Chinese geschriften dateren uit de oostelijke Zhou-dynastie en waren afkomstig van de Honderd Scholen van het denken. De belangrijkste van deze geschriften behoren tot het confucianisme, taoïsme, mohisme en legalisme. Vooral de geschriften uit het confucianisme hadden een grote invloed op de ontwikkeling van de Chinese literatuur, cultuur en historie. De Vijf Klassieken uit deze tijd zijn:
1. Boek der Veranderingen
2. Boek der Liederen
3. Optekeningen over de riten
4. Boek der Documenten
5. Lente- en herfstannalen

Andere klassieke teksten betroffen militaire geschriften en geschiedkundige geschriften, zoals De kunst van het oorlogvoeren van Sunzi en Commentaar van mijnheer Zuo op de Lente- en herfstannalen. De Chinezen hielden accurate en nauwkeurige documentaties bij van historische gebeurtenissen. Een van de bekendste en invloedrijkste werken op het gebied van Chinese geschiedschrijving was de Shiji, welke werd geschreven ten tijde van de Han-dynastie. Dit werk legde de basis voor de Chinese historiografie. Het Boek der Documenten dateert mogelijk uit de 6e eeuw v. Chr., de Bamboe-annalen uit de 3e eeuw v.Chr. Het oudste Chinese woordenboek is de Erya. Andere vroege Chinese woordenboeken zijn de Fangyan en de Shuowen Jiezi.
Grote encyclopedieën werden in het oude China eveneens al gepubliceerd, zoals de Yiwen Leiju van Ouyang Xun en de Yongle dadian.

## Dichtkunst

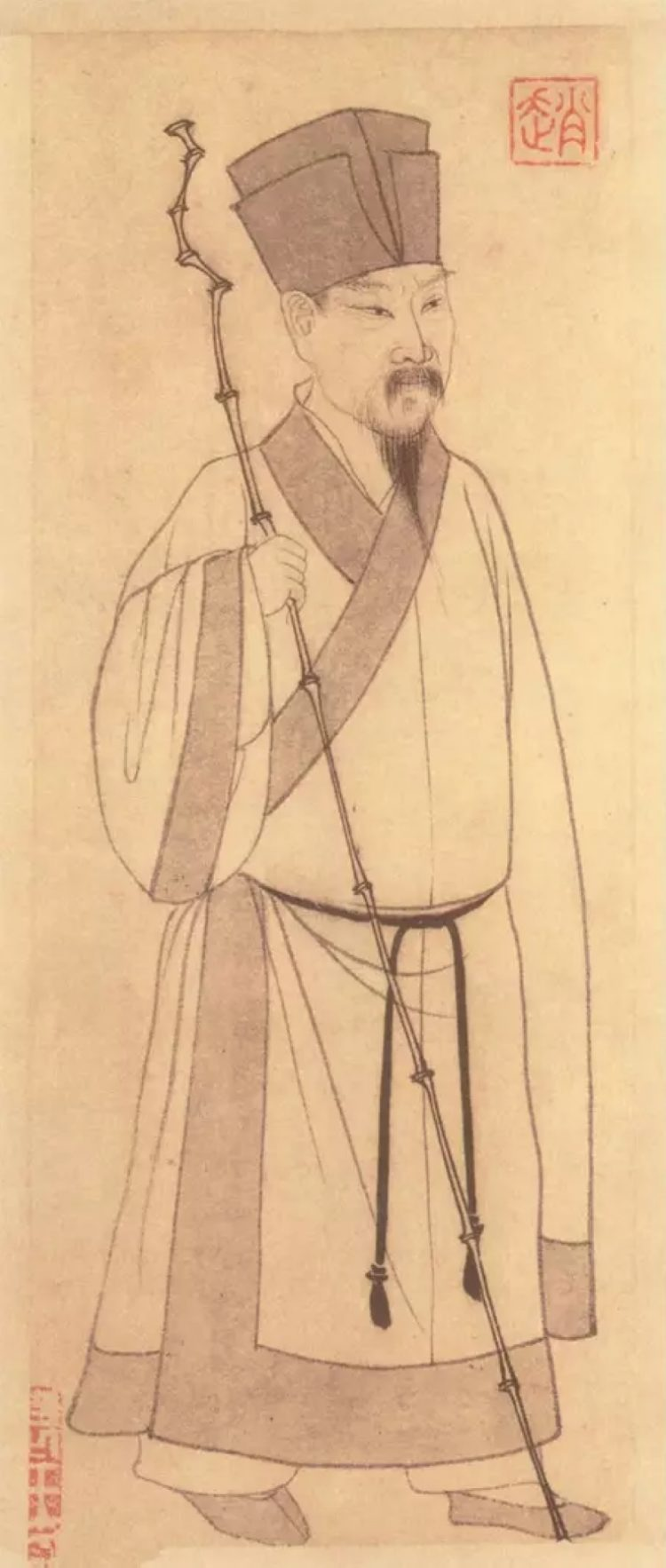
Su Shi (1037–1101), een beroemd dichter en staatsman uit de Song-dynastie.

De geschiedenis van de Chinese dichtkunst is terug te voeren naar twee collecties, die los van elkaar ontstonden. In Noord-China kende men tussen de 10e en 7e eeuw voor Christus Shijing ofwel het Boek der Liederen. Het woord "shi" kan worden gebruikt voor zowel de basisbetekenis van dichtkunst of een gedicht, als meer specifiek voor een dichtgenre. Los hiervan ontstond in Zuid-China de Chuci, welke wordt toegeschreven aan Qu Yuan (c. 340-278 voor Christus) en zijn volgeling Song Yu. Deze gedichten kenmerken zich door de sterkere aanwezigheid van emoties als wanhoop.
Tijdens de vereniging van China onder de Qin-dynastie en de Han-dynastie onderging het Shi maar weinig verandering en raakte in de vergetelheid. Wel ontstond er een nieuwe tak van dichtkunst genaamd
fu. Tegen het einde van de Han-dynastie kende het Shi een heropleving, waaronder in de negentien oude gedichten. Deze bundel toont hoe het shi zich ontwikkelde richting zijn bekendste vorm, met vijf karakters per zin.
Tijdens de Tang-dynastie maakte de Chinese literatuur, en dus ook de dichtkunst, een sterke ontwikkeling door. Verschillende boeddhistische scholen werden gesticht en brachten culturele invloeden uit India met zich mee. Er ontwikkelde zich binnen het Shi een nieuwe stijl, het Jintishi, die zich onderscheidde van het klassieke Gushi. Verder deed het Jueju zijn intrede, mede dankzij dichter Wang Wei.  Een van de bekendste dichters uit deze tijd is Li Bai.
Klassieke Chinese dichtkunst werd een vereiste vaardigheid voor hoogopgeleiden tijdens de Ming-dynastie en Qing-dynastie. Uit deze tijd zijn meer dan een miljoen gedichten bewaard gebleven.

## Proza
De oudste vormen van proza waren sterk beïnvloed door de filosofische geschriften uit de Honderd Scholen van het denken. Bekende voorbeelden van oude proza zijn de werken van Mo Zi (墨子), Mencius (孟子) en Zhuang Zi (莊子).
De oude proza kenmerkte zich door een kunstmatige stijl. Tijdens de Tang-dynastie maakte deze steeds meer plaats voor een simpelere, meer directe vorm van proza. In de Song-dynastie namen reisverhalen sterk toe in populariteit. De acht grootste prozaschrijvers uit de Tang- en Song-dynastieën waren:
- Han Yu (韓愈，韩愈)
  - Liu Zongyuan (柳宗元)
- Ouyang Xiu (歐陽修，欧阳修)
- Su Zhe (蘇轍，苏辙)
- Su Shi (蘇軾，苏轼)
- Su Xun (蘇洵，苏洵)
- Wang Anshi (王安石)
- Zeng Gong (曾鞏，曾巩

Uit de Ming-dynastie:
- Song Lian (宋濂) (1310–1381)
- Liu Ji (劉基，刘基) (1311–1375)
- Jiao Yu (焦玉)
- Gui Youguang (歸有光，归有光) (1506–1571)
- Yuan Hongdao (袁宏道) (1568–1610)
- Xu Xiake (徐霞客) (1586–1641)
- Gao Qi (高啟，高启)
- Zhang Dai (張岱，张岱)
- Tu Long (屠隆)
- Wen Zhenheng (文震亨)

Uit de Qing-dynastie:
- Fang Pao (方苞) (1668–1749)
- Li Yu (李漁) (1610-1680)
- Liu Dakui (劉大櫆，刘大魁) (1698–1779)
- Yao Nai (姚鼐) (1731–1815)
- Yuan Mei (袁枚) (1716–1798)
- Gong Zizhen (龔自珍，龚自珍) (1792–1841)
- Wei Yuan (魏源) (1794–1857)

Onder de bekendste prozawerken vallen onder andere de vier klassieke romans.

## Moderne literatuur
Men is het er tegenwoordig over eens dat de moderne Chinese literatuur niet ineens ontstond tijdens de Nieuwe Culturele Beweging, maar haar oorsprong vindt in de late Qing-periode (1895–1911). Toen werden veel westerse werken naar het Chinees vertaald, waardoor lezers en schrijvers nieuwe ideeën en inzichten kregen op het gebied van literatuur. Deze periode kende een revolutie op het gebied van dichtkunst. Er werd volop geëxperimenteerd met nieuwe vormen. Ook het schrijven van fictie kende in deze periode een sterke opleving. Belangrijke auteurs uit deze periode zijn Wu Woyao (吴沃尧) (1866–1910), Li Boyuan (李伯元) (1867–1906), Liu E (刘鹗) (1857–1909) en Zeng Pu (曾朴) (1872–1935).
Het literair genre werd in de eerste jaren na het einde van de Qing-periode vooral gedomineerd door liefdesverhalen, waar de aanhangers van de Nieuwe Culturele Beweging echter op neerkeken. De periode 1917-1923 werd gekenmerkt door de opmars van het Baihuawen in literaire werken. De auteur Lu Xun (1881-1936) wordt gezien als de grondlegger van de Baihuawenliteratuur. Literaire hervormers als Lu Xun, Hu Shi en Chen Duxiu verklaarden de oude schrijftaal “dood” en waren sterke voorvechters van het Baihuawen. Dichters experimenteerden eveneens met het Baihuawen, zoals in vrije verzen en sonnetten; onder hen waren Zhu Xiang (朱湘), Dai Wangshu  (戴望舒), Li Jinfa (李金发), Wen Yiduo (闻一多), en Ge Xiao (葛萧). Anderen als Yu Dafu bleven poëzie in de klassieke stijl schrijven. 
De 4 Mei-beweging en bijbehorende revolutie op het gebied van onderwijs maakten dat er steeds meer vrouwelijke schrijvers kwamen.
Na de opmars van het communisme werd de drukindustrie steeds meer genationaliseerd. Schrijvers werden verenigd onder een door de overheid gecontroleerde bond en sterke censuur kwam aan de orde. Tijdens de Culturele Revolutie kwam de cultuur, en daarmee literatuur, in China op een laag pitje te staan. De arrestatie van de bende van vier zette schrijvers ertoe aan toch weer de pen ter hand te nemen. Veel van de in deze tijd gepubliceerde werken waren bedoeld als protest of spot tegen het communistische regime. Literaire tijdschriften van voor de Culturele Revolutie werden nieuw leven ingeblazen.
In de nasleep van het Tiananmenprotest van 1989 en de markthervormingen werd ook de Chinese literatuur steeds commerciëler. Er worden tegenwoordig veel publicatierechten voor buitenlandse boeken gekocht. Van de Chinese vertaling van het zesde boek uit de Harry Potter-serie werden 16 miljoen exemplaren verkocht. Daarnaast worden binnen China zelf veel boeken gepubliceerd. Online literatuur speelt ook in China een steeds belangrijkere rol.